# Euryglossina pulchra
Euryglossina pulchra är en biart som beskrevs av Exley 1968. Euryglossina pulchra ingår i släktet Euryglossina och familjen korttungebin. Inga underarter finns listade i Catalogue of Life.

## Bildgalleri

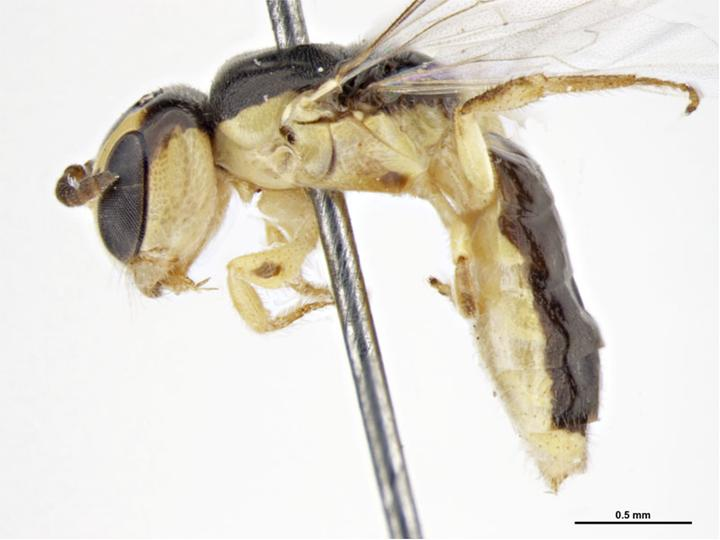